# Hoffmeyer's Legacy
Hoffmeyer's Legacy er en amerikansk stumfilm fra 1912 af Mack Sennett.

## Medvirkende
- Ford Sterling som Mr. Hoffmeyer.
- Mack Sennett.
- Fred Mace.
- Keystone Kops.